# Robbie McGuigan
Robbie McGuigan (ur. 7 lipca 2004 w hrabstwie Antrim) — zawodowy snookerzysta pochodzący z Irlandii Północnej. W 2023 roku został trzykrotnym amatorskim mistrzem Irlandii Północnej, będąc jeszcze nastolatkiem.

## Wczesne życie
Pochodzący z hrabstwa Antrim McGuigan uczęszczał do Antrim Grammar School . Swojego pierwszego breaka 147 zaliczył w wieku trzynastu lat.

## Kariera
W 2019 roku McGuigan zadebiutował na imprezie rankingowej, gdy w wieku piętnastu lat otrzymał dziką kartę na Northern Ireland Open 2019. Przegrał ze swoim rodakiem Patrickiem Wallace'em. W następnym roku przegrał w decydującym partiach finału amatorskich mistrzostw Irlandii Północnej 9–10 z Declanem Laverym.
W 2021 roku McGuigan został najmłodszym mistrzem Irlandii Północnej w amatorskim snookerze, pokonując w finale Raba McCullougha wynikiem 10–4. W wieku 17 lat i jedenastu miesięcy był o dwa i pół miesiąca młodszy od poprzedniego najmłodszego zwycięzcy Marka Allena.

### 2021/22
W marcu 2022 roku, mając zaledwie siedemnaście lat, obronił tytuł mistrza Irlandii Północnej, ponownie pokonując McCullougha w finale, tym razem z przewagą 10–6. W tym samym miesiącu, marcu 2022 r., wygrał finałowe wydarzenie sezonu WPBSA Q Tour, pokonując Szkota Michael Collumb 5–3 podczas turnieju odbywającego się w Northern Snooker Centre w Leeds, odrabiając stratę 0-3.

### 2022/23
W październiku 2022 roku pokonał swojego rodaka Joela Connelly'ego 4–0 w rundzie wstępnej turnieju Northern Ireland Open 2022, a następnie przegrał w ostatniej rundzie kwalifikacji.
W maju 2023 roku po raz trzeci z rzędu zdobył tytuł amatorskiego mistrza Irlandii Północnej, pokonując w finale Raymonda Frya 10–8.

### 2023/24
McGuigan wygrał dwa pierwsze turnieje amatorskie sezonu 2023/24 rozgrywane w Irlandii Północnej. Otrzymawszy dziką kartę na turniej Northern Ireland Open 2023 w październiku 2023 r. pokonał Muhammada Asifa i zakwalifikował się do głównych etapów imprezy w Belfaście. W kolejnej rundzie McGuigan zmierzył się z doświadczonym graczem Anthonym McGillem. McGuigan prowadził 3–1 w meczu rozgrywanym do siedmiu partii, a McGill potrzebował trzech snookerów, aby utrzymać się w grze, zanim zdołał się podnieść i wygrać partię przy dogrywce na czarnej w decydującej partii, pokonując McGuigana 4–3.
Otrzymał dziką kartę do UK Championship 2023 jako aktualny mistrz Irlandii Północnej, pokonał weterana Irlandczyka Fergala O'Briena 6–2 w pierwszej rundzie kwalifikacyjnej, a następnie przegrał takim samym wynikiem z Dylanem Emerym w kolejnej rundzie.
W marcu 2024 roku pokonał w finale Craiga Steadmana 5–4, zdobywając tytuł Mistrza Europy EBSA i kartę wstępu World Snooker Tour na sezony 2024/25 i 2025/26.

### 2024/25
Swoją karierę zawodową rozpoczął z powodzeniem w czerwcu 2024 roku w Championship League w Leicester, pokonując Sandersona Lama 3-0 i awansując z grupy. Dotarł do trzeciej rundy turnieju Snooker Masters w Arabii Saudyjskiej, pokonując Chińczyka Ma Hailonga. W kwalifikacjach do Mistrzostw Świata 2025 uległ Markowi Davisowi 7-10.

### 2025/26
W czerwcu 2025 roku wygrał w rundzie kwalifikacyjnej do British Open 2025, pokonując Lyu Haotiana 4-2. Został wylosowany w fazie grupowej Championship League 2025 w Leicester, gdzie zmierzył się z Shaunem Murphym, Alfie Burdenem i Bulcsú Révészem, odnosząc zwycięstwa nad Murphym (w tym breaki 128 i 136) i Burdenem, a do zajęcia pierwszego miejsca zabrakło mu tylko lepszej różnicy frameów.

## Występy w turniejach w karierze
| Ranking                    | [ i ]         | [ i ]         | [ i ]         | [ i ]         | [ i ]         | [ ii ]        | 84            |               |               |               |               |               |               |               |
| Turnieje rankingowe        |               |               |               |               |               |               |               |               |               |               |               |               |               |               |
| Championship League        | NR            | A             | RR            | RR            | A             | 2R            | RR            |               |               |               |               |               |               |               |
| Saudi Arabia Masters       | nie rozegrano | nie rozegrano | nie rozegrano | nie rozegrano | nie rozegrano | 3R            |               |               |               |               |               |               |               |               |
| Wuhan Open                 | nie rozegrano | nie rozegrano | nie rozegrano | nie rozegrano | A             | LQ            | LQ            |               |               |               |               |               |               |               |
| English Open               | A             | A             | A             | A             | A             | LQ            |               |               |               |               |               |               |               |               |
| British Open               | nie rozegrano | nie rozegrano | A             | A             | A             | LQ            |               |               |               |               |               |               |               |               |
| Xi'an Grand Prix           | nie rozegrano | nie rozegrano | nie rozegrano | nie rozegrano | nie rozegrano | LQ            |               |               |               |               |               |               |               |               |
| Northern Ireland Open      | LQ            | A             | A             | LQ            | 1R            | LQ            |               |               |               |               |               |               |               |               |
| International Championship | A             | nie rozegrano | nie rozegrano | nie rozegrano | A             | LQ            |               |               |               |               |               |               |               |               |
| UK Championship            | A             | A             | A             | LQ            | LQ            | LQ            |               |               |               |               |               |               |               |               |
| Shoot Out                  | 1R            | 1R            | 1R            | 2R            | A             | 1R            |               |               |               |               |               |               |               |               |
| Scottish Open              | A             | A             | A             | A             | A             | LQ            |               |               |               |               |               |               |               |               |
| German Masters             | A             | A             | A             | A             | A             | LQ            |               |               |               |               |               |               |               |               |
| World Grand Prix           | DNQ           | DNQ           | DNQ           | DNQ           | DNQ           | DNQ           |               |               |               |               |               |               |               |               |
| Players Championship       | DNQ           | DNQ           | DNQ           | DNQ           | DNQ           | DNQ           |               |               |               |               |               |               |               |               |
| Welsh Open                 | A             | A             | A             | A             | A             | LQ            |               |               |               |               |               |               |               |               |
| World Open                 | A             | nie rozegrano | nie rozegrano | nie rozegrano | A             | LQ            |               |               |               |               |               |               |               |               |
| Tour Championship          | DNQ           | DNQ           | DNQ           | DNQ           | DNQ           | DNQ           |               |               |               |               |               |               |               |               |
| World Championship         | A             | LQ            | LQ            | A             | A             | LQ            |               |               |               |               |               |               |               |               |
| Dawne turnieje rankingowe  |               |               |               |               |               |               |               |               |               |               |               |               |               |               |
| WST Pro Series             | NH            | RR            | nie rozegrano | nie rozegrano | nie rozegrano | nie rozegrano | nie rozegrano | nie rozegrano | nie rozegrano | nie rozegrano | nie rozegrano | nie rozegrano |               |               |
| WST Classic                | nie rozegrano | nie rozegrano | nie rozegrano | 1R            | nie rozegrano | nie rozegrano | nie rozegrano | nie rozegrano | nie rozegrano | nie rozegrano | nie rozegrano | nie rozegrano | nie rozegrano | nie rozegrano |

1. 1 2 3 4 5  Był amatorem.
2. ↑  Nowi gracze w Tourze nie mają rankingu.

| Legenda tabeli wyników              | Legenda tabeli wyników       | Legenda tabeli wyników                     | Legenda tabeli wyników                                                              | Legenda tabeli wyników                     | Legenda tabeli wyników                     |
| ----------------------------------- | ---------------------------- | ------------------------------------------ | ----------------------------------------------------------------------------------- | ------------------------------------------ | ------------------------------------------ |
| LQ                                  | odpadnięcie w kwalifikacjach | #R                                         | odpadnięcie we wczesnej fazie turnieju (WR = runda dzikich kart, RR = faza grupowa) | QF                                         | przegrana w ćwierćfinale                   |
| SF                                  | przegrana w półfinale        | F                                          | przegrana w finale                                                                  | W                                          | zwycięstwo                                 |
| DNQ                                 | nie zakwalifikował/a się     | A                                          | nie brał/a udziału                                                                  | WD                                         | zrezygnował/a w trakcie turnieju           |
| Legenda oznaczeń w tabelach wyników |                              |                                            |                                                                                     |                                            |                                            |
| NH / Nie roz.                       | NH / Nie roz.                | Turniej nie odbył się.                     | Turniej nie odbył się.                                                              | Turniej nie odbył się.                     | Turniej nie odbył się.                     |
| NR / Nie-rank.                      | NR / Nie-rank.               | Turniej nie był zaliczany jako rankingowy. | Turniej nie był zaliczany jako rankingowy.                                          | Turniej nie był zaliczany jako rankingowy. | Turniej nie był zaliczany jako rankingowy. |
| R / Rank.                           | R / Rank.                    | Turniej był zaliczany jako rankingowy.     | Turniej był zaliczany jako rankingowy.                                              | Turniej był zaliczany jako rankingowy.     | Turniej był zaliczany jako rankingowy.     |
| MR / Minor-Rank.                    | MR / Minor-Rank.             | Turniej był zaliczany jako minor ranking.  | Turniej był zaliczany jako minor ranking.                                           | Turniej był zaliczany jako minor ranking.  | Turniej był zaliczany jako minor ranking.  |

## Finały w karierze

### Finały amatorskie: 10 (6-4)
| Rezultat  |    | Rok  | Turniej                                    | Przeciwnik      | Wynik |
| --------- | -- | ---- | ------------------------------------------ | --------------- | ----- |
| Finalista | 1. | 2019 | Challenge Tour – Event 3                   | Andrew Pagett   | 0–3   |
| Finalista | 2. | 2020 | Northern Ireland Amateur Championship      | Declan Lavery   | 9–10  |
| Finalista | 3. | 2020 | Northern Ireland Under-21 Championship     | Fergal Quinn    | 4–5   |
| Zwycięzca | 1. | 2021 | Northern Ireland Amateur Championship      | Rab McCullagh   | 10–4  |
| Zwycięzca | 2. | 2022 | Northern Ireland Under-21 Championship     | Jamie Gardiner  | 5–2   |
| Zwycięzca | 3. | 2022 | Northern Ireland Amateur Championship (2)  | Rab McCullagh   | 10–6  |
| Zwycięzca | 4. | 2022 | Q Tour – Event 4                           | Michael Collumb | 5–3   |
| Finalista | 4. | 2023 | Northern Ireland Under-21 Championship (2) | Joel Connolly   | 2–5   |
| Zwycięzca | 5. | 2023 | Northern Ireland Amateur Championship (3)  | Raymond Fry     | 10–8  |
| Zwycięzca | 6. | 2024 | EBSA European Snooker Championships        | Craig Steadman  | 5–4   |